# Brindisi Calcio 2002-2003
Questa pagina raccoglie le informazioni riguardanti il Brindisi Calcio nelle competizioni ufficiali della stagione 2002-2003.

## Stagione
Nella stagione 2002-2003 il neopromosso Brindisi disputa una super stagione, nel girone C del campionato di Serie C2, con 62 punti ottiene il secondo posto alle spalle del promosso Foggia, primo con 71 punti. Disputa i Play-off ma viene eliminato nella doppia semifinale dall'Acireale. Che sale in Serie C1 come seconda classificata, superando in finale il Catanzaro. La squadra brindisina inizia il torneo allenata dal tecnico Luigi Boccolini, chiude in terza posizione il girone di andata con 31 punti, ma perdendo (1-0) l'ultima di andata a Frosinone, poi in due settimane, prima il 12 gennaio Alberto Marchetti sostituisce Boccolini, poi il 19 gennaio Marchetti viene sostituito da Francesco Giorgini, che resta in carica fino al termine della stagione, chiusa bene in seconda posizione. Ma la delusione arriva nei Play-off, in semifinale perde (1-0) ad Acireale con una rete subita in pieno recupero, nel ritorno non riesce a ribaltare la situazione, anche se al novantesimo vinceva (3-2) e tanto bastava per superare il turno, ma viene raggiunto sul (3-3) nel recupero. Virtuoso e simile il percorso nella Coppa Italia di Serie C, però con un diverso finale, infatti il Brindisi alza al cielo il Trofeo per la prima volta nella sua storia, il 1° maggio 2003, nella competizione che è giunta alla 22ª edizione. Gran protagonista della stagione brindisina il palermitano Giorgio Corona che con 20 reti ha vinto la classifica marcatori del girone C, ed in Coppa Italia firma altre 4 reti.

## Rosa
| N. |                   | Ruolo | Calciatore           |
| -- | ----------------- | ----- | -------------------- |
|    | Italia (bandiera) | P     | Massimilano Adami    |
|    | Italia (bandiera) | C     | Luca Angeli          |
|    | Italia (bandiera) | C     | Vincenzo Berti       |
|    | Italia (bandiera) | D     | Vincenzo Binchi      |
|    | Italia (bandiera) | D     | Antonio Calabro      |
|    | Italia (bandiera) | P     | Massimo Cilumbriello |
|    | Italia (bandiera) | D     | Vincenzo Committante |
|    | Italia (bandiera) | A     | Giorgio Corona       |
|    | Italia (bandiera) | A     | Andrea D'Amblè       |
|    | Italia (bandiera) | D     | Giuseppe Di Meo      |
|    | Italia (bandiera) | A     | Cosimo Francioso     |
|    | Italia (bandiera) | C     | Alfonso Iennaco      |

| N. |                   | Ruolo | Calciatore           |
| -- | ----------------- | ----- | -------------------- |
|    | Italia (bandiera) | A     | Antimo Iunco         |
|    | Italia (bandiera) | C     | Michele Menolascina  |
|    | Italia (bandiera) | C     | Vito Montemurro      |
|    | Italia (bandiera) | C     | Pierluigi Orlandini  |
|    | Italia (bandiera) | C     | Fabio Paratici       |
|    | Italia (bandiera) | C     | Vittorio Pinciarelli |
|    | Italia (bandiera) | C     | Luca Puccinelli      |
|    | Italia (bandiera) | D     | Devid Sabatini       |
|    | Italia (bandiera) | A     | Riccardo Sardelli    |
|    | Italia (bandiera) | D     | Roberto Taurino      |
|    | Italia (bandiera) | C     | Donato Terrevoli     |
|    | Italia (bandiera) | D     | Stefano Trinchera    |

## Risultati

### Serie C2 - Girone C

#### Girone di andata
| Arbitro: | Fiori (Perugia) |

|            |           |  |
| Flauto 81’ | Marcatori |  |

| Arbitro: | Lena (Ciampino) |

|                                    |           |  |
| Menolascina 41’ G. Corona 49’, 83’ | Marcatori |  |

| Arbitro: | Ioseffi (Siena) |

|  |           |                               |
|  | Marcatori | 1’ Sardelli 5’, 38’ G. Corona |

| Arbitro: | D'Aguanno (Marsala) |

|               |           |                |
| G. Corona 24’ | Marcatori | 44’ M. Martini |

| Arbitro: | Squillace (Catanzaro) |

|                      |           |               |
| Lázzaro 8’ Campo 16’ | Marcatori | 54’ G. Corona |

| Arbitro: | Tonolini (Milano) |

|  |           |                              |
|  | Marcatori | 52’ G. Corona 90+3’ Sardelli |

| Arbitro: | Nappi (Napoli) |

|                            |           |  |
| D'Amblè 15’ Puccinelli 42’ | Marcatori |  |

| Latina 20 ottobre 2002 8ª giornata | Latina          | 0 – 0 | Brindisi | Stadio Domenico Francioni\| Arbitro: \| Banti (Livorno) \| |
| Arbitro:                           | Banti (Livorno) |       |          |                                                            |

| Arbitro: | Nicoletti (Macerata) |

|                                             |           |              |
| Sardelli 13’ Milone 48’ (aut.) Di Meo 90+2’ | Marcatori | 81’ Moscelli |

| Arbitro: | Ferraro (Crotone) |

|             |           |                            |
| Di Maio 68’ | Marcatori | 31’ Orlandini 65’ Sardelli |

| Arbitro: | Ciampi (Roma) |

|                                 |           |  |
| Menolascina 24’ G. Corona 90+2’ | Marcatori |  |

| Arbitro: | Cenni (Imola) |

|               |           |                                  |
| Puccinelli 8’ | Marcatori | 18’ (rig.) De Zerbi 73’ Del Core |

| Arbitro: | P.S. Mazzoleni (Bergamo) |

|  |           |                             |
|  | Marcatori | 20’ Sardelli 83’ Puccinelli |

| Arbitro: | Tonin (Piombino) |

|               |           |           |
| G. Corona 63’ | Marcatori | 85’ Rassu |

| Barcellona Pozzo di Gotto 8 dicembre 2002 15ª giornata | Igea Virtus        | 0 – 0 | Brindisi | Stadio Carlo Stagno d'Alcontres\| Arbitro: \| Cigalotti (Milano) \| |
| Arbitro:                                               | Cigalotti (Milano) |       |          |                                                                     |

| Arbitro: | Ciancaleoni (Foligno) |

|                                                            |           |                                                |
| Francioso 7’ G. Corona 22’ Menolascina 41’ Pinciarelli 78’ | Marcatori | 14’ Alderuccio 20’ (aut.) Di Meo 55’ Bonaffini |

| Arbitro: | Banti (Livorno) |

|           |           |  |
| Aruta 16’ | Marcatori |  |

#### Girone di ritorno
| Arbitro: | Barbirati (Ferrara) |

|                             |           |  |
| G. Corona 3’ Puccinelli 20’ | Marcatori |  |

| Arbitro: | Lops (Torino) |

|  |           |                               |
|  | Marcatori | 11’ Menolascina 42’ Francioso |

| Arbitro: | Di Renzo (Ostia Lido) |

|              |           |              |
| G. Corona 2’ | Marcatori | 18’ M. Perna |

| Arbitro: | Crugliano (Crotone) |

|  |           |               |
|  | Marcatori | 84’ G. Corona |

| Arbitro: | Marelli (Como) |

|                    |           |             |
| Francioso 43’, 72’ | Marcatori | 26’ Lázzaro |

| Arbitro: | Sacco (Civitavecchia) |

|                             |           |                         |
| G. Corona 15’ Terrevoli 60’ | Marcatori | 17’ Spinelli 89’ Turone |

| Arbitro: | Ioseffi (Siena) |

|  |           |                             |
|  | Marcatori | 19’ Francioso 41’ G. Corona |

| Brindisi 2 marzo 2003 25ª giornata | Brndisi             | 0 – 0 | Latina | Stadio Franco Fanuzzi\| Arbitro: \| C. Rubino (Salerno) \| |
| Arbitro:                           | C. Rubino (Salerno) |       |        |                                                            |

| Arbitro: | Zambon (Padova) |

|              |           |               |
| Moscelli 51’ | Marcatori | 37’ G. Corona |

| Arbitro: | Lops (Torino) |

|               |           |              |
| Francioso 35’ | Marcatori | 31’ Poziello |

| Gela 20 marzo 2003 28ª giornata | Gela J.T.                  | 0 – 0 | Brindisi | Stadio Vincenzo Presti\| Arbitro: \| Santucci (Reggio Calabria) \| |
| Arbitro:                        | Santucci (Reggio Calabria) |       |          |                                                                    |

| Arbitro: | Tonolini (Milano) |

|  |           |                                          |
|  | Marcatori | 25’ G. Corona 39’ Orlandini 82’ Sardelli |

| Arbitro: | Liberti (Genova) |

|                                          |           |  |
| Calabro 14’ Menolascina 41’ Sardelli 62’ | Marcatori |  |

| Arbitro: | Giachero (Pinerolo) |

|           |           |               |
| Milia 76’ | Marcatori | 52’ G. Corona |

| Arbitro: | Tonin (Piombino) |

|                              |           |  |
| G. Corona 89’ Sardelli 90+1’ | Marcatori |  |

| Arbitro: | Salati (Trento) |

|               |           |  |
| Bonarrigo 13’ | Marcatori |  |

| Arbitro: | Velotto (Grosseto) |

|  |           |                 |
|  | Marcatori | 57’ W. Piccioni |

### Play-off

#### Semifinale
| Arbitro: | Mariuzzo (Venezia) |

|                |           |  |
| Anastasi 90+1’ | Marcatori |  |

| Arbitro: | Marelli (Como) |

|                                        |           |                                 |
| Francioso 6’, 50’ (rig.) G. Corona 54’ | Marcatori | 28’, 90+2’ Ventura 45’ Anastasi |

### Coppa Italia di Serie C

#### Girone Q
| 18 agosto 2002 1ª giornata |  | – Turno di riposo Brindisi |  |  |

| Arbitro: | Torella (Roma) |

|                 |           |  |
| Mastrolilli 39’ | Marcatori |  |

| Arbitro: | Ferraro (Crotone) |

|                                |           |                |
| Sardelli 90+1’ Orlandini 90+4’ | Marcatori | 39’ Ambrogioni |

| Arbitro: | Carlucci (Molfetta) |

|                     |           |                           |
| Costanzo 68’ (rig.) | Marcatori | 63’ D'Amblè 77’ Sansovini |

| Arbitro: | Giannoccaro (Lecce) |

|                                                                               |           |            |
| Francioso 1’ G. Corona 22’, 30’, 50’ D'Amblè 36’ Puccinelli 60’ Terrevoli 86’ | Marcatori | 2’ Nuzzaci |

#### Sedicesimi di finale
| Arbitro: | Latella (Potenza) |

|                  |           |              |
| Gagliarducci 64’ | Marcatori | 15’ Sardelli |

| Arbitro: | Carlucci (Barletta) |

|                               |           |  |
| Terrevoli 34’ Pinciarelli 45’ | Marcatori |  |

#### Ottavi di finale
| Arbitro: | Squillace (Catanzaro) |

|                                |           |  |
| Puccineli 2’ Sardelli 51’, 72’ | Marcatori |  |

| Arbitro: | Rodomonti (Teramo) |

|                                             |           |                   |
| L. Landini 32’, 34’ Adamo 48’ Del Prete 55’ | Marcatori | 13’, 22’ Sardelli |

#### Quarti di finale
| Arbitro: | Squillace (Catanzaro) |

|                      |           |                               |
| Trinchera 64’ (aut.) | Marcatori | 19’ Trinchera 52’ Menolascina |

| Arbitro: | Nicoletti (Macerata) |

|             |           |  |
| D'Amblè 62’ | Marcatori |  |

#### Semifinale
| Arbitro: | Herberg (Messina) |

|                       |           |             |
| Pazzi 54’ (rig.), 80’ | Marcatori | 2’ Paratici |

| Arbitro: | Pantana (Macerata) |

|                           |           |  |
| Francioso 24’, 69’ (rig.) | Marcatori |  |

#### Finale
| Arbitro: | Banti (Livorno) |

|  |           |                |
|  | Marcatori | 45’ Puccinelli |

| Arbitro: | Zambon (Padova) |

|               |           |               |
| G. Corona 14’ | Marcatori | 46’ S. Romano |